# 10990 Okunev
A 10990 Okunev (ideiglenes jelöléssel 1973 SF6) a Naprendszer kisbolygóövében található aszteroida. Nyikolaj Sztyepanovics Csernih fedezte fel 1973. szeptember 28-án.